# 藤岡由佳
藤岡 ゆか（ふじおか ゆか、1969年5月24日 - ）は、日本の経営者、政治学者、歴史学者。

## 略歴
神戸女学院中学部・高等学部を経て神戸女学院大学を卒業後、関西テレビ 放送(KTV) に入社。同局のアナウンサーを務めた後、フルブライト奨学生としてハーバード大学院へ入学。
ハーバード大学ケネディ行政大学院を卒業、修士号（公共政策学）を取得後、フリーランスに転身。朝日ニュースターなどでキャスターや同時通訳者を務めた。
ジョージ・ワシントン大学大学院にて修士号（政治学）を、神戸大学大学院法学研究科にて博士後期課程単位を取得。専門は国際政治、日本政治外交史、日系移民史、英語教育。関西学院大学国際学部講師、藤岡金属代表取締役、丸一鋼管社外取締役。

## 主な論文
- “Japan's Postwar Settlement in U.S.-Japan Relations: Continuity of Prewar Ideology in Domestic Politics” Journal of the Washington Institute of China Studies, Vol.1, No.1, pp.78〜91, 2006.
- “Are Explanatory and Normative Analyses Rivals in the Study of International Relations?”

International Political Economy, No.24, pp.59〜70, 2009.
- “Which Holds the Most Promise? Rationalsim and Constructivism in Analyses of Institutions” Kobe College Studies, Vol.58, No.1, pp.31〜41, 2011.
- “The Thought War: Public Diplomacy by Japan’s Immigrants in the United States”

in Kimura Masato and Tosh Minohara (ed.) Tumultuous Decade: Empire, Society, And Diplomacy in 1930s Japan, University of Toronto Press, 2013.